# Eisenbahnunfall von Peraliya

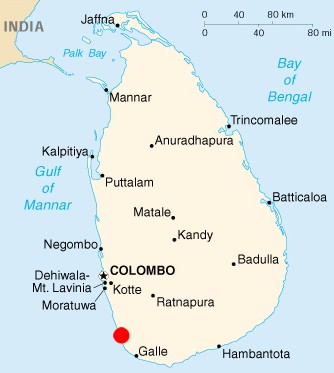
Lage des Unfallortes

Der Eisenbahnunfall von Peraliya ereignete sich am 26. Dezember 2004 in der Südprovinz an der Südwestküste Sri Lankas. Der durch das Seebeben im Indischen Ozean ausgelöste Tsunami überspülte die Gleise und riss einen Zug von den Schienen. Wegen der interkontinentalen Verwüstungen durch die Flutwelle mit hunderttausenden Toten erlangte der Vorfall wenig eigenständige Aufmerksamkeit, obwohl es sich mit weit über 1000 Opfern wahrscheinlich um den schwersten Eisenbahnunfall der Geschichte handelt.

## Ausgangslage
Der verunglückte Schnellzug Samudra Devi (deutsch Königin des Meeres), Nr. 50 der Sri Lanka Railways, verbindet Vavuniya im Norden der Insel mit Matara an deren Südspitze. Wichtigste Zwischenstationen der Strecke sind die Hauptstadt Colombo und die Küstenstadt Galle. Die Fahrt verläuft über weite Strecken an der sri-lankischen Westküste entlang und zählt zu den beliebtesten Touristenverbindungen. Außerplanmäßig wurde der Zug an diesem Tag von einer leistungsstärkeren Diesellokomotive vom Typ M2 anstelle der vorgesehenen M7 geführt.
Ohne anzuhalten durchfuhr die Königin des Meeres um 09:20 Uhr den Bahnhof von Kahawa. 4,6 Kilometer hinter Kahawa zeigte am Signalposten 581 im Fischerdorf Peraliya kurz vor dem nächsten Halt in Hikkaduwa und knapp 20 Kilometer vor Galle ein Signal „Halt erwarten“. Der Lokomotivführer drosselte das Tempo, bevor er den Zug am unmittelbar darauffolgenden Signalposten 582 anhielt, weil das Signal „Halt“ zeigte. Warum, war niemandem im Zug bewusst. Niemand hatte von dem Seebeben vor Sumatra und dem auf Sri Lanka zulaufenden Tsunami gehört.

## Unfallhergang

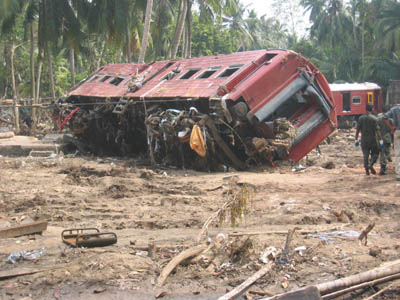
Einer der Waggons

Die Königin des Meeres stand auf ebenem Gelände, kaum einen Meter über dem Meeresspiegel, ungefähr 170 Meter von der Küste entfernt. Die erste Welle des Tsunamis war etwa zwei Meter hoch, überspülte den Küstenstreifen gut zwei Minuten später, riss Häuser mit sich und schlug auf der rechten Seite unterhalb der Fenster gegen den Zug. In den Waggons stieg das Wasser gut einen Meter hoch an, sank danach aber langsam wieder ab. Die Wucht des Wassers riss den zweiten Personenwagen von den Gleisen und trug ihn zehn Meter landeinwärts. Er blieb allerdings aufrecht stehen. Die Zugbegleiter reagierten schnell und halfen den Insassen beim Umsteigen in andere noch intakte Waggons. Dort versuchten derweil viele Reisende, auf Wagendächer zu klettern oder schlossen die Fenster, damit nicht noch mehr Wasser hineinlief. Zahlreiche Anwohner liefen in Panik auf die Gleise und sprangen auf die Fahrzeuge auf, um sich in größerer Höhe in vermeintliche Sicherheit zu bringen. Es wird angenommen, dass bei dieser ersten Welle keine Fahrgäste ernsthaft zu Schaden kamen. Der Lokführer vereinbarte mit seinen Mitarbeitern, die verbliebenen Wagen aneinanderzukuppeln und so bald wie möglich weiterzufahren.
Ungefähr 15 Minuten später lief die zweite, größere Woge auf den Zug zu. Mit einer Höhe von sechs bis sieben Metern traf sie auf dem bereits von der ersten Welle kahlgeräumten Gebiet auf keinen nennenswerten Widerstand, ergoss sich über mehrere Kilometer ins Landesinnere und riss dabei den Zug mit. Die Wassermassen spülten die 30 Tonnen schweren Wagen bis zu 100 Meter weit landeinwärts durch Häuser und Palmenhaine hindurch. Selbst die Lokomotive mit einem Gewicht von 80 Tonnen wurde 50 Meter weit fortgetragen. Zwei der Wagen wurden durch das zurücklaufende Wasser ins Meer geschwemmt.

## Folgen

### Opfer
Weit mehr als 1000 Menschen – es wird die Zahl 1700 genannt – starben. Die genaue Opferzahl ist nicht ermittelbar, da die tatsächliche Zahl der Reisenden, die sich im Zug befanden, unbekannt ist. Bei der Abfahrt in Colombo waren schätzungsweise 1500 Personen im Zug; nach den Zwischenstationen mit Zu- und Ausstiegen könnten es knapp 1.900 gewesen sein. Fest steht, dass lediglich 150 Personen gerettet wurden oder sich selbst in Sicherheit bringen konnten.
Die meisten Opfer ertranken in den Wagen, aus denen sie bei steigendem Wasser nicht mehr rechtzeitig entkamen. Weitere erlitten, als die Wagen landeinwärts gerissen wurden, tödliche Knochenbrüche und innere Verletzungen. Auch wurden zahlreiche Opfer unter umstürzenden Wagen eingeklemmt, da sie hinter ihnen Schutz vor der zweiten Welle gesucht hatten. Neben einheimischen Opfern aus Sri Lanka befanden sich unter den Toten auch einige Touristen aus England, Schweden und Israel. Eine unbekannte Anzahl an Leichen wurde aufs offene Meer hinausgespült und niemals geborgen. Eine Identifizierung der Opfer war in vielen Fällen nicht mehr möglich.

### Rettungsmaßnahmen
Helfer vor Ort war zuerst die regionale Polizei. Rettungsmaßnahmen waren, weil Gerät fehlte, kaum möglich. Die Helfer suchten mit bloßen Händen nach Opfern und eine medizinische Erstversorgung konnte kaum geleistet werden. Rettungskräfte hatten große Probleme, überhaupt an den Unfallort zu kommen, da neben dem Oberbau auch die übrige Infrastruktur im Küstenbereich schwer beschädigt oder zerstört war. So war ein Bagger, der zufällig gerade in der Gegend war, für knapp drei Tage das einzige Räumgerät.

### Wiederaufbau
Die Bergung der Opfer und des Zuges zog sich über mehrere Wochen hin und wurde mit dem Wiederaufbau der Strecke verbunden. Dieser erfolgte äußerst rasch. Auf einer Länge von 150 Kilometern waren nahezu sämtliche Brücken, Bahnhöfe und Bahndämme zerstört und die Gleis- und Signalanlagen weggerissen oder unter einer hohen, harten Schicht eingetrockneten Schlamms begraben.
Trotz Materialknappheit und Geldnot wurde die Trasse durch die Staatsbahn, ohne externe Hilfe, in nur 57 Tagen wieder fahrtüchtig hergerichtet. Zu Auseinandersetzungen kam es jedoch, da viele vom Tsunami betroffene Regionen des Inselstaates der Regierung vorwarfen, den Wiederaufbau der Strecke als Prestigeprojekt voranzutreiben, gleichzeitig aber den Wiederaufbau von Dörfern zu vernachlässigen.
Die Lokomotive und sechs Wagen des Unfallzuges konnten repariert und wieder in Betrieb gesetzt werden. Knapp ein Jahr nach dem Unfall standen noch drei betroffene Wagen auf einem Abstellgleis im Bahnhof Peraliya. Dort fanden sich täglich rund 300 in- und ausländische Touristen ein, um sie zu besichtigen.

### Gedenken
Zum ersten Jahrestag, am 26. Dezember 2005, fand am Unfallort eine große Gedenkfeier statt, an der unter anderem Staatspräsident Mahinda Rajapaksa sowie Premierminister Ratnasiri Wickremanayake teilnahmen. Dafür wurde die Strecke für zwei Stunden gesperrt und Züge wurden umgeleitet.